# Akita Shinkansen
Akita Shinkansen (japanska: 秋田新幹線?) är en järnvägslinje mellan Morioka i Iwate prefektur och Akita i Japan öppnad 1997.

## Trafik
Shinkansentrafiken till Tokyo går på Tohoku Shinkansen på sträckan Morioka - Tokyo. Eftersom banan mellan Omiya och Tokyo station delas med Joetsu Shinkansen och Hokuriku Shinkansen är den delen trafikerad till sitt kapacitetstak. Alla avgångar med Akita Shinkansen kopplas därför med ett annat tåg på Tohoku Shinkansen och går sammankopplade mellan Morioka och Tokyo.
På linjen går av historiska skäl även vanliga lokaltåg. Det är endast på Akita Shinkansen och Yamagata Shinkansen som det finns blandtrafik mellan Shinkansen-tåg och lokaltåg. Mellan Akita och Omagari finns även smalspårslinjen kvar, det går två parallella spår med var sin spårvidd i cirka 50 km. Smalspårslinjen används för godståg och persontåg som från Omagari ska gå vidare på Ōu-linjen mot Shinjō. På en delsträcka på 12 km är det dock treskensspår på det ena enkelspåret för att möjliggöra möten mellan Shinkansen-tågen.

## Historia
Sträckan mellan Akita och Omagari öppnades 1902–1904 som en del av den linje som dag benämns Ōu-honsen, Ōu-huvudlinjen, mellan Akita och Shinjō. Sträckan mellan Omagari och Tazawako öppnades 1921-1923, sträckan Shizukuishi–Morioka öppnades 1921. 1966 öppnades linjen Tazawako-Shizukuishi och hela sträckan Omagari–Morioka fick namnet Tazawako-sen, Tazawako-linjen. Både linjer hade den vanligaste spårvidden i Japan, smalspår 1 067 mm.
1997 anpassades linjen för trafik med Shinkansen-tåg. Dessa har normalspårvidd (1 435 mm) och linjen breddades därför Akita–Omagari–Morioka. Linjen fick dock inte full Shinkansen-standard, bland annat så är den största hastigheten 130 km/h. Detta koncept kallas mini-shinkansen och finns även på Yamagata Shinkansen. För att minska ombyggnadsbehovet på spåret anpassades det inte för Shinkansens fulla lastprofil utan man använde istället samma smalare lastprofil som på Yamagata Shinkansen. Till Akita Shinkansen tog man dock fram nya tåg, serie E3. Sedan 2013 har man tagit serie E6 i drift som parkopplade med E5 tågsätt håller 320 km/h på stora delar av vägen mellan Morioka och Utsunomiya. Ett E6 tågsätt har 7 vagnar och blir kopplad med  E5 ett tågsätt med 17 vagnar. När E6 togs i drift hade de 300 km/h och de avgångarna kallades för Super Komachi till skillnad mot avgångarna som trafikerades med E3 och kallades Komachi. Sedan E3 helt ersatts i mars 2014 kallas tjänsten åter Komachi.

## Bilder

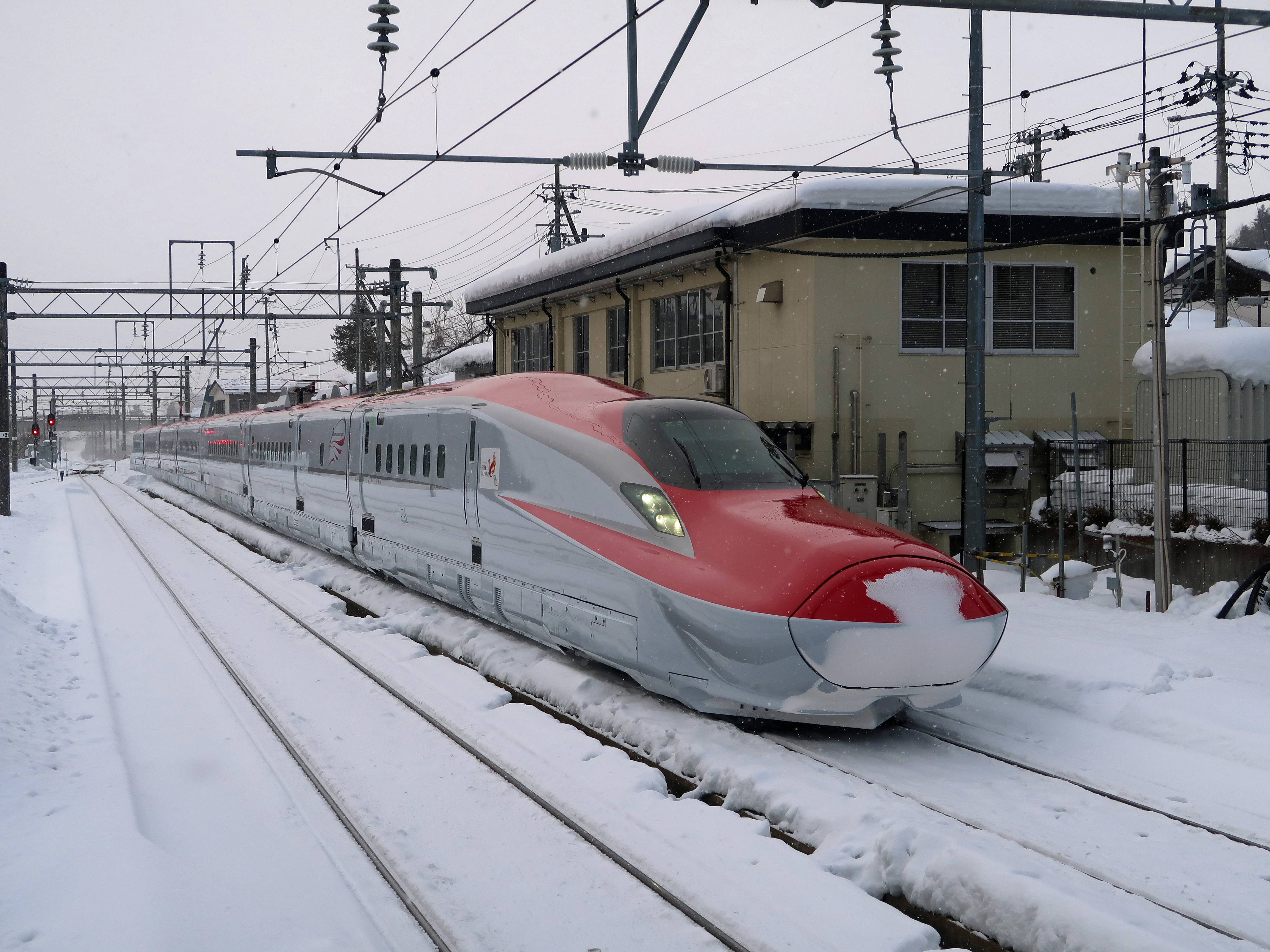
Shinkansen typ E6 på Kakunodate station
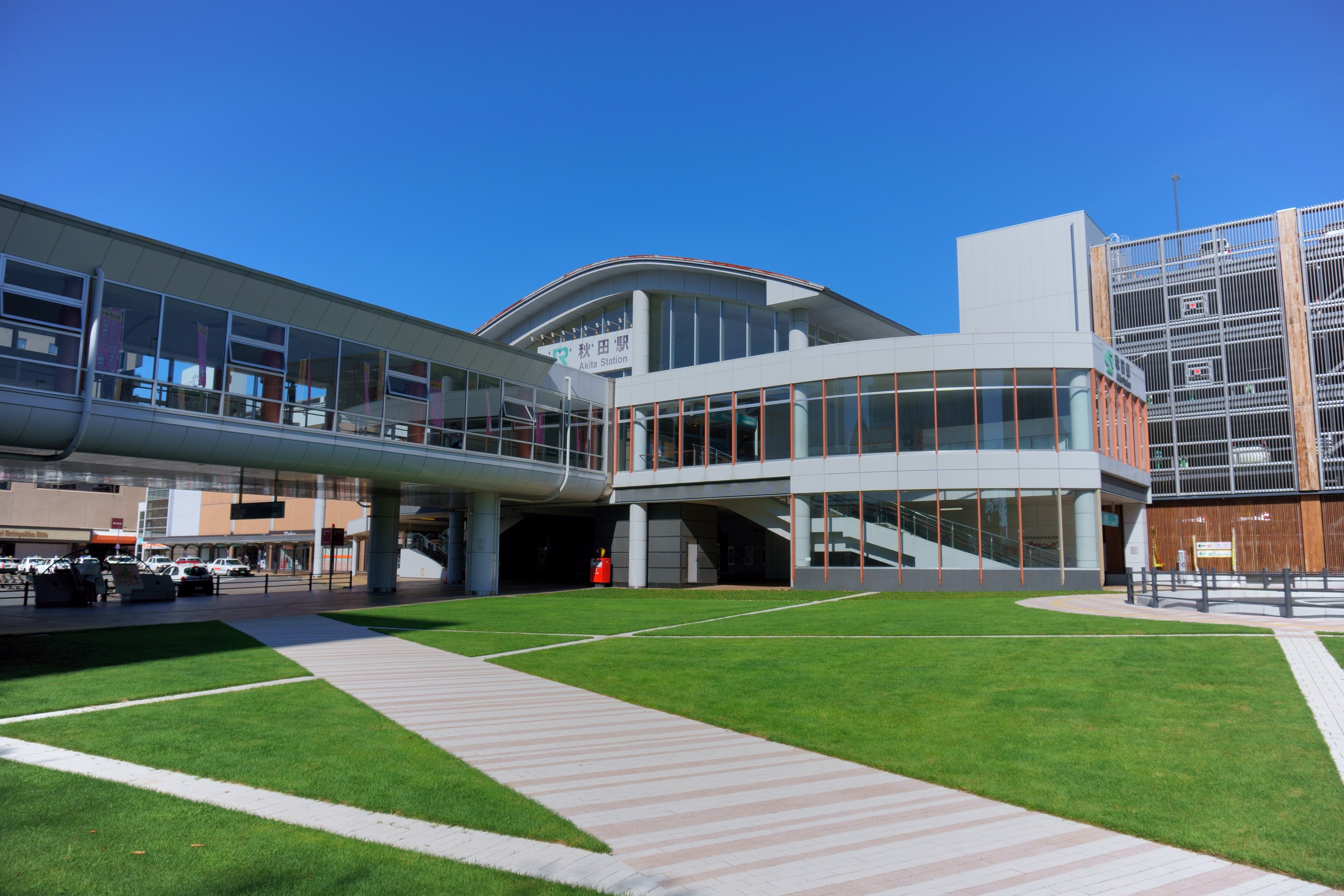
Järnvägsstationen i Akita
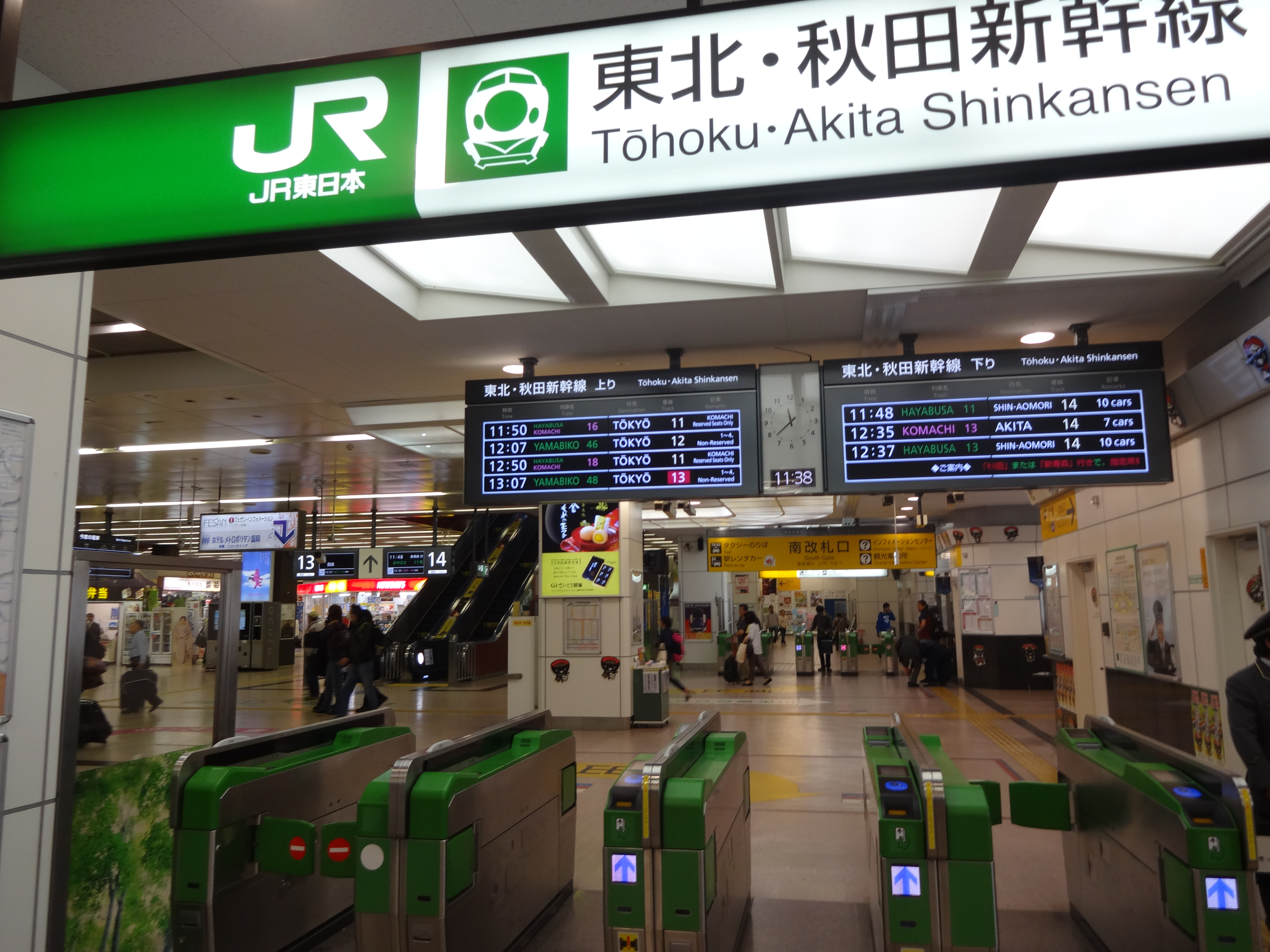
Ingång till Shinkansen, Morioka station